# Завинул, Джо
Джо За́винул (англ. Joe Zawinul, полное имя: нем. Josef Erich Zawinul; 7 июля 1932, Вена — 11 сентября 2007, там же) — известный джазовый клавишник и композитор. Один из основоположников стиля джаз-фьюжн, основатель групп «Weather Report» и «The Zawinul Syndicate». Был участником групп Кэннонболла Эддерли и Майлза Дэвиса. Одним из первых джазовых клавишников использовал синтезаторы.

## Биография
Завинул получил классическое музыкальное образование в Венской городской консерватории (класс фортепиано Роланда Раупенштрауха) и начал профессиональную карьеру музыканта ещё в Австрии. В 1959 году эмигрировал в США, где играл с Мейнардом Фергюсоном и Диной Вашингтон, затем присоединился к квинтету Кэннонболла Эддерли в 1961 году. Для Эддерли он написал хит «Mercy, Mercy, Mercy», занявший 11-е место в поп-чарте журнала «Billboard» в 1967 году. В конце 1960-х Завинул записывался со студийной группой Майлза Дэвиса и тем самым оказался причастен к созданию стиля джаз-фьюжн. Среди прочего он играл на альбомах Дэвиса «In a Silent Way», к которому написал заглавную композицию, и «Bitches Brew», в который внёс большой вклад двадцатиминутной композицией «Pharaoh’s Dance», занявшей всю первую сторону пластинки.
В начале 1970-х стал одним из основателей и лидеров фьюжн-группы Weather Report (вместе с Уэйном Шортером), которая добилась определённого успеха в 1970-х и 1980-х годах и получила премию Грэмми. В 1985 году Завинул и Шортер решили расстаться, и со второй половины 1980-х до своей смерти Завинул руководил музыкальным коллективом «The Zawinul Syndicate», состоящим в основном из музыкантов из Южной Америки и Африки.
Джо Завинул также написал симфонию под названием Stories of the Danube (Рассказы о Дунае), которая была заказана для Brucknerhaus, Linz. Она была впервые исполнена в 1993-м в рамках Linzer Klangwolke (крупномасштабная открытая трансляция события) на открытии фестиваля Брукнера в Линце. За семь частей симфонии прослеживается течение Дуная от Донауэшингена по разным странам и заканчивается на Чёрном море. Она была записана в 1995 году Чешским государственным филармонический оркестром из Брно под управлением Каспара Рихтера.
11 сентября 2007 года в возрасте 75 лет Джо Завинул скончался от рака в Вене спустя месяц после госпитализации.
В стиле игры Джо Завинула часто доминируют изворотливые мелодичные импровизации — перемешивание бибопа, этно и поп-стиля — в сочетании с редкой, но ритмичной игрой из звучащих аккордов биг-бэнда или басовых линий. В Weather Report он часто использует вокодер, а также предварительно записанные звуки, фильтруемые и транспонируемые с помощью синтезатора, создавая очень характерный синтез джазовых гармоник и «шума».

## Дискография
Альбомы Джо Завинул
- To You with Love (Strand, 1958)
- Money in the Pocket (Atlantic, 1966)
- The Rise and Fall of the Third Stream (Vortex, 1968)
- Zawinul (Atlantic, 1971)
- Di-a-lects (Columbia, 1986)
- My People (ESC-Records, 1996)
- Stories of the Danube (Polygram, 1996)
- Mauthausen — Vom groSSen Sterben hOren (ESC-Records, 2000)
- Faces & Places (ESC-Records, 2002)
- Brown Street (2006)
- Music for Two Pianos — mit Friedrich Gulda: Brahms' Variationen Uber ein Thema von Haydn / WDR Big Band Koln (Capriccio, 2006)

Совместно с Диной Вашингтон (Dinah Washington)
- What a Difference a Day Makes (Mercury, 1960)
- Dinah Washington & Brook Benton — Two Of Us (Mercury, 1960)

Совместно с Cannonball Adderley
- Nancy Wilson and Cannonball Adderley (Capitol, 1961)
- In New York (Riverside, 1962)
- In Europe (Landmark, 1962)
- Jazz Workshop Revisited (Riverside, 1963)
- Nippon Soul (Riverside, 1963)
- Live! (Capitol, 1964)
- Fiddler On The Roof (Capitol, 1964)
- Domination (Capitol, 1965)
- Mercy, Mercy, Mercy! Live at 'The Club' (Capitol, 1966)
- 74 Miles Away/Walk Tall (Capitol, 1967)
- Why Am I Treated So Bad! (Capitol, 1967)
- Accent On Africa (Capitol, 1968)
- Country Preacher (Capitol, 1969)
- In Person (Capitol, 1970)
- The Price You Got To Pay To Be Free (Capitol, 1970)
- Experience In E, Tensity, Dialogues (Capitol, 1970)

Совместно с Майлсом Дэвисом (Miles Davis)
- In a Silent Way (Columbia, 1969)
- Big Fun (Columbia, 1969)
- Bitches Brew (Columbia, 1970)
- Live-Evil (Columbia, 1971)
- Circle in the Round (Columbia)

Совместно с Weather Report
- Weather Report (Columbia, 1971)
- I Sing the Body Electric (Columbia, 1972)
- Live in Tokyo (Columbia, 1972)
- Sweetnighter (Columbia, 1973)
- Mysterious Traveller (1974)
- Tale Spinnin' (1975)
- Black Market (1976)
- Heavy Weather (1977)
- Mr. Gone (1978)
- 8:30 (1979)
- Night Passage (1980)
- Weather Report (1982)
- Procession (1983)
- Domino Theory (1984)
- Sportin' Life (1985)
- This is This! (1986)
- Live and Unreleased (2002)
- Forecast: Tomorrow (2006)

Совместно с The Zawinul Syndicate
- The Immigrants (Columbia, 1988)
- Black Water (Columbia, 1989)
- Lost Tribes (Columbia, 1992)
- World Tour (ESC, 1997)
- Joe Zawinul & The Zawinul Syndicate — Vienna Nights — Live at Joe Zawinul’s Birdland(BirdJAM 2005)
- 75th (BirdJAM, 2008)

Альбомы в качестве участника в других коллективах
- Amen by Salif Keita (Mango, 1991)

## Прочие факты
- Бабушка по отцовской линии Джо Завинула — цыганка.
- Завинулу принадлежал джазовый клуб «Birdland» в его родном городе Вене, Австрия.
- Завинулу посвятили музыкальные композиции Брайан Ино (инструментал «Zawinul/Lava»), Джон Маклафлин (инструментал «Jozy»), Warren Cuccurullo («Hey Zawinul»).
- Имел почётную докторскую степень от Berklee School of Music.
- Являлся официальным австрийским послом доброй воли в 17 африканских государствах.